# Чудовиште из Арике
Чудовиште из Арике (енгл. Arica Monster) је криптид који наводно живи у Атакама пустињи на подручју општине Арика у Чилеу.

## Опис криптида
Описи овог бића су различити: од великог кенгура са псећим лицем, па до Тероподског диносаура (висок 2.13 до 2.74 метра, и дуг 3.05 до 4.57 метра). Овај криптид увјек иза себе оставља тропрсте отиске. Виђења овог бића се често дешавају поред цеста које повезују оближње градове.

## Могуће објашњење/Научни став о овом криптиду
Неки криптозоолози сматрају да се у случају Чудовиште из Арике ради о виђењима једне врсте јужноамерички птица тркачица - Мали (или Дарвинов) нанду (Rhea pennata или Pterocnemia pennata).

## Хронологија сусрета са овим бићем и виђења
- Чудовиште из Арике је по први пут виђено у Атакама пустињи 1980. године.
  - Свједоци су тврдили да су се сусрели са великим двоножним бићем налик на кенгура док су путовали аутомобилом по путевима који повезују градове Икике и Арике кроз Атакама пустињу (неких 2.000 километара сјеверно од града Сантијага де Чиле). Локалне новине ових градова су сакупљале податке о скорим сусретима грађана са овим рјетким створењем;
  - Те године војни официр Хернан Куевас каже да је видио два створења док је путовао са још четири особе у аутимобилу. Он је рекао да су то била "два велика створења која наликују на двоножне диносауре". Такође је рекао да су слична Велоцирапторима из филма "Јурски парк";
- 2004. године чланова породице Абет де ла Торе Диаз су дошли у сусрет са, како су они описали, бићима налик на велике кенгуре са псећим лицем која су им окружили аутомобил док су путовали кући у Арику. Али они нису једини који су видели нешто чудно. Група моториста је пријавила да су се сусрели са животињом која је изгледала као да није из нашег времена (да је изгледала као Тероподски диносаур).